# Crocifisso di Mercatello sul Metauro
Il Crocifisso di Mercatello sul Metauro è una tempera su tavola sagomata di Giovanni da Rimini, conservata presso la chiesa di San Francesco a Mercatello sul Metauro, nelle Marche.

## Descrizione
Il Cristo ha una forma piuttosto allungata ed esile, molto aderente alla struttura della croce.
Alle estremità della croce presenta, in alto la figura di Cristo giudice, e ai lati quelle della Maddalena e di San Giovanni Evangelista.
Il crocifisso reca la firma dell'artista, "Iohannes pictor" e la data di esecuzione (1309), riprende chiaramente quello del ben più noto maestro toscano, rivelandosi utilissimo per comprendere lo sviluppo della Scuola riminese.
Presso il museo della città di Rimini è esposto un analogo crocifisso dell'artista, che però si differenzia dallo sfondo scuro della croce, anziché d'oro.